# Sinsemilla

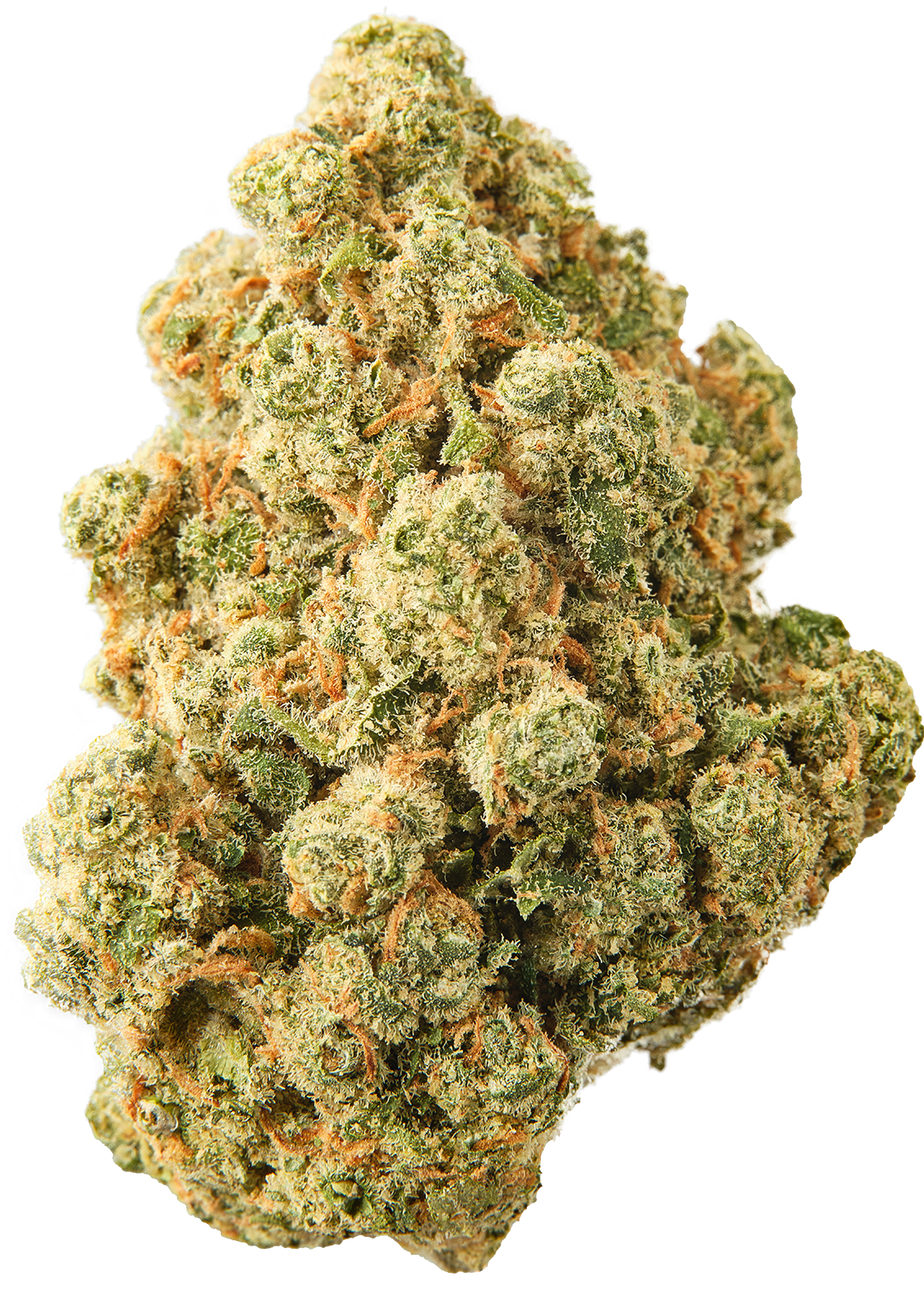
Cogollo de cannabis sin semilla

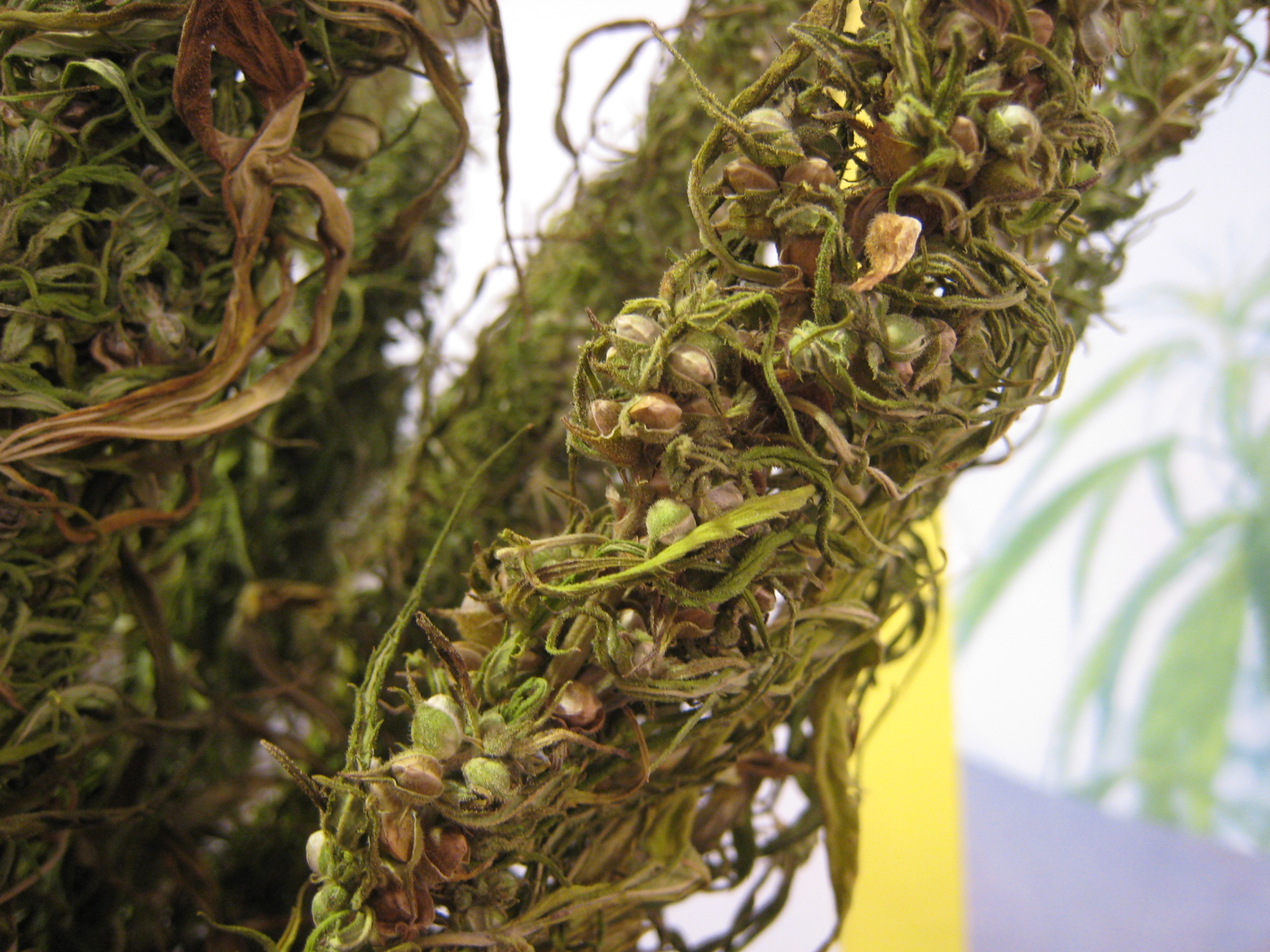
Cannabis con semillas

El cannabis sin semilla, más popularmente conocido como sinse o sinsemilla, es la planta del cannabis hembra que no ha sido fertilizada y por lo tanto no desarrolla semillas, aumentando la densidad de cannabinoides y terpenos. Esta técnica de cannabicultura fue desarrollada en Sinaloa, México, en los años 1970, por el narcotraficante Rafael Caro Quintero y consiste en separar a las plantas macho tan pronto como se sepa que lo son, para así evitar la polinización de los pistilos hembra. Las semillas son un cereal de buena calidad alimentaria y con alto valor nutricional para el ser humano, sin embargo, requieren que la planta haga un gran gasto de energía que podría invertir en aumentar el tetrahidrocannabinol (THC) de las inflorescencias (cogollos). 
La técnica se popularizó en los Estados Unidos como sinsemilla, sinsemilia, sinse o sense. En 1980, un estudio estadounidense indicó que el THC promedio de la marihuana de la calle era de 1.8%, mientras que el sinsemilla alcanzaba el 6%. El cannabis sin semilla es una técnica de cultivo, por lo que no se debe confundir con skunk, que se refiere a las cepas de con un alto porcentaje de THC. La expresión sinsemilla está prácticamente en desuso desde que en los años 1990s surgieran las semillas feminizadas, unas semillas modificadas genéticamente para siempre brotar hembras

## Riesgos para la salud
El uso regular de cannabis de alta potencia (HPC por sus siglas en inglés) se ha vinculado en varios estudios con mayor probabilidad de sufrir trastornos psicóticos. En un estudio de 2015 se analizaron varios consumidores de skunk, sinse u otras variedades de cannabis HPC en el sur de Londres se observó una relación correspondida con los adultos que presentaron episodios de psicosis similares a la esquizofrenia. Estudios similares se han llevado a cabo en Alemania, Nueva Zelanda y Países Bajos.

## En la cultura popular
- Sinsemilla (1980), álbum de la banda jamaicana de reggae Black Uhuru;
- Sinsemilla Tips (1980-1990), revista fundada por Tom Alexander en Corvallis, Oregón;[9]

- Sinsemilia, banda francesa de reggae formada en 1990;
- Sinsemilla (1996), álbum compilatorio de la banda de punk californiana Sublime;
- Shinsemia (シンセミア, 2003), libro de Kazushige Abe;[10]
- Sinsemilla Dreams (2006), disco del músico experimental Danny Hyde;
- Sensimilla (2008), pista de reggae de Slightly Stoopid;
- Sensimilla (2020), single de la banda de reggae The Elovaters;
- Sweet Sensimilia (2022), pista de reggae de O.B.F. y Barrington Levy;
- Sensi Seeds, un importante banco de cannabis holandés, uno de los conglomerados más importantes del mercado de cannabis.